# جوشوا بيتر بيل
السير جوشوا بيتر بيل (بالإنجليزية: Sir Joshua Peter Bell) (ولد في 19 يناير 1827 – وتوفي في 20 ديسمبر 1881) كان سياسيًا أستراليًا ومالك أراضٍ رعوية بارزًا، شغل عدة مناصب حكومية في مستعمرة كوينزلاند خلال القرن التاسع عشر، من بينها منصب وزير الخزانة ورئيس مجلس التشريع.

## النشأة والتعليم
وُلد بيل في كونيمارا، مقاطعة غالواي في أيرلندا، وهاجر مع أسرته إلى أستراليا في شبابه. تلقى تعليمه في جامعة سيدني، وورث لاحقًا ملكية رعوية واسعة تُعرف باسم جيمبي، مما جعله من كبار ملاك الأراضي في كوينزلاند.

## الحياة السياسية
دخل بيل الحياة السياسية في كوينزلاند بعد فترة قصيرة من تأسيس المستعمرة، وشغل منصب وزير الخزانة في حكومتين متعاقبتين: الأولى بين عامي 1864 و1866، والثانية بين 1871 و1874، حيث أشرف على سياسات التمويل العام والبنية التحتية في الفترة الاستعمارية المبكرة.
في عام 1879، تم تعيينه رئيسًا لمجلس تشريع كوينزلاند، المنصب الذي شغله حتى وفاته في عام 1881.

## العائلة والإرث
كان ابنه الأكبر جوشوا توماس بيل محاميًا وعضوًا في البرلمان، وواصل المسيرة السياسية لعائلة بيل في كوينزلاند.

## التكريم
مُنح جوشوا بيتر بيل لقب "سير" ووسام القديس ميخائيل والقديس جورج من رتبة قائد (K.C.M.G) تقديرًا لخدماته للإدارة العامة في كوينزلاند.

## الوفاة
توفي في بريزبان بتاريخ 20 ديسمبر 1881 عن عمر ناهز 54 عامًا، ودُفن في مقبرة توونغ.